# Wisurich von Passau
Wisurich von Passau (* unbekannt; † 777) war von 770 bis 777 der 5. Bischof von Passau.
Über das Leben und das Wirken von Wisurich ist nicht viel bekannt. Wie sein Vorgänger Anthelm war er Deutscher. Er nahm 770 an der Landessynode von Dingolfing teil. Er tat mehrere wertvolle Erwerbungen für das Bistum Passau. 
Unter seinem Pontifikat wurden die Gebeine des Heiligen Valentin von Rätien nach Passau überführt. 
| Vorgänger | Amt                        | Nachfolger |
| --------- | -------------------------- | ---------- |
| Anthelm   | Bischof von Passau 770–777 | Waldrich   |

| Personendaten    | Personendaten                      |
| ---------------- | ---------------------------------- |
| NAME             | Wisurich von Passau                |
| KURZBESCHREIBUNG | Bischof von Passau (770–777)       |
| GEBURTSDATUM     | 7. Jahrhundert oder 8. Jahrhundert |
| STERBEDATUM      | 777                                |